# Salva Kiir Mayardit
Salva Kiir Mayardit (født 1951) er præsident for Sydsudan siden 9. juli 2011 og tidligere guvernør i den daværende sydlige, autonome provins i Sudan, Sydsudan. 
Kiir tilhører Dinka-folket og er kristen. I 1983 dannede han SPLM, og blev i 1990'erne dennes militære leder. Ved John Garangs pludselig død i 2005, blev Kiir vicepræsident i Sudan og Guvernør i Sydsudan. Han blev dermed den første præsident i Afrikas 54. frie land, da Sydsudan fik fuld uafhængighed den 9. juli 2011. 
Kiir har lovet at den kommende uafhængige stat, Sydsudan, ved hans ledelse, vil blive en demokratisk retsstat, men at der "ikke bliver nogen plads for homoseksuelle".